# آنتيلوب (سفينة إنجليزية)
آنتيلوب هي سفينة تابعة للبحرية الإنجليزية في عصر تيودور، والتي أطلقت في عام 1546م. أعيد بناؤها ثلاث مرات، في 1558م و1581م و1618م. عملت بالتالي في أشكال مختلفة من وقت الملك هنري الثامن إلى الحرب الأهلية الإنجليزية. يتم تذكرها في الغالب لكونها جزءًا من الأسطول الذي هزم الأسطول الإسباني.

## تاريخ السفينة
وفقا للوثائق لعام 1547، كان للسفينة آنتيلوب طاقم مكون من 170 فردا و30 مدفع. وشملت ترسانتها أنواعا متنوعة من الأسلحة تم وصف الأنتيلوب في قائمة بحرية بتاريخ 5 يناير 1548 بأنها «جالياس» بوزن 300 طن بنيت في 1546 م مع طاقم مكون من 200 رجل ومسلحة بأربعة مدافع نحاسية وأسلحة أخرى حديدية. كما هو موضح في لفائف أنطوني، كانت آنتيلوب سفينة ذات سطحين؛ تحمل مدافعها على سطحها السفلي. كانت تحمل منصة ذات أربعة صواري ولها منافذ في سطحها السفلي لتسعة أزواج من الأسلحة النارية. في عمل عسكري ضد اسكتلندا، كانت الآنتيلوب واحدة من 12 سفينة تفرقت بسبب عاصفة قبالة فلامبورو هيد يوم الأربعاء 27 ديسمبر 1559 م. أعادها الكابتن ساوثويك للانضمام إلى أسطول ويليام وينتر في خور فورث.
أعيد بناؤها في عام 1558 م لتكون سفينة من صنف الغليون من 341 طن، وفي عام 1581 م تم إعادة بنائها مرة أخرى لتكون غليونا من 400 طن. ويرد وصف أكثر تفصيلاً عن السفينة في قائمة البحرية المكونة من 1603 سفينة، حيث قيل أن حجمها كان يبلغ 350 طنًا وكان طاقمها يضم 160 فردًا (يتألف من 114 بحارًا و 16 مدفعًا و 30 جنديًا). في هذا الوقت، حملت آنتيلوب 26 سلاحًا ثقيلًا و 12 سلاحًا خفيفًا.
شاركت في الحملة ضد الأسطول الإسباني في عام 1588، عندما كان لديها طاقم مكون من 170 شخصًا و 30 مدفعا. قام السير هنري بالمر بإلقاء القبض على الأنتيل إذ كان ينتمي إلى سرب اللورد هنري سيمور الذي شاركت فيه في معركة غرافلينز ومطاردة الأسطول الإسباني إلى الشمال. في عام 1597 م، شارك أنتيلوب، بقيادة الكابتن السير توماس فافاسور، في الحملة الفاشلة ضد الأزور بقيادة إيرل إسكس والسيد والتر رالي.
أعيد بناؤها مرة أخرى في عام 1618 وصُنفت بكونها سفينة متوسطة الحجم بوزن 450 طنًا و 34 مدفعا. العمل الملحوظ الوحيد لها كان في وقت لاحق وهو مشاركتها في رحلة السير روبرت مانسيل المخيبة للآمال ضد الجزائر في 1620/1621 م. في بداية شهر أكتوبر عام 1624م، أصيبت أنتيلوب - التي كانت تحت قيادة السير توماس باتون - بعاصفة واقتيدت إلى غودوين ساندز. على الرغم من أنها فقدت كل صواريها فقدتم إصلاحها من قبل فينياس بيت الذي كان جون ابنه على متنها. وقد ترك وصفا لهذا الحادث في سيرته الذاتية.
خلال الحرب الأهلية الإنجليزية الثانية، كانت من بين السفن التي تم نقلها إلى الجانب الملكي من قبل نائب الأميرال ويليام باتن في يونيو 1648 م ونقلها إلى هيليفوتسلاوس في هولندا. عندما أصبح الأمير روبرت قائد الأسطول الملكي ذو التجهيز الرديء، قام ببيع مدافع السفينة النحاسية لتجهيز بعض السفن الأخرى. في ربيع عام 1649 م، كانت «أنتيلوب» جاهزة للإبحار، لكن طاقمها الضعيف فوجئ بغارة من السفينة البرلمانية «هابي إنترانس» التي استولت على السفينة دون قتال ودمرتها على الفور.